# 尾崎光子
尾崎 光子（おざき みつこ、1929年〈昭和4年〉7月28日 - 1987年〈昭和62年〉6月3日）は、日本の旧皇族。尾崎行雄の孫・尾崎行良の妻。皇籍離脱前の身位は女王で、皇室典範における敬称は殿下。旧名、光子女王（みつこじょおう）、お印は毬（まり）であった。
伏見宮博恭王の孫にあたる。

## 生涯
1929年（昭和4年）7月28日午後5時41分、伏見宮邸において博義王と同妃朝子の第1王女子として誕生。御七夜の8月3日に「光子」と命名された。
1947年（昭和22年）10月14日、伏見宮家当主で弟の伏見宮博明王が皇族の身分を離脱したため、光子女王も母・朝子妃や妹・章子女王と同様に皇室典範（昭和22年法律第3号）第13条により皇籍離脱した（昭和22年宮内府告示第16号）。
皇籍離脱後は、尾崎行輝の二男でパイロットの尾崎行良と恋愛結婚し、子を生した。晩年は病に倒れ、治療を求めて夫ともに渡米したが、57歳で亡くなった。

## 家族
- 父：博義王
- 母：博義王妃朝子
- 兄弟：光子女王 - 伏見宮博明王 - 令子女王 - 章子女王
- 夫：尾崎行良　日本航空役員。尾崎行雄の孫であり、尾崎行輝の二男。熱烈な恋愛の末結婚した[6]。
- 長男：尾崎行和
- 長女：美佳子
- 次女：美奈子　坊城俊樹の妻。

市民協働による尾崎咢堂関係資料の整理・活用について木村弘樹、尾崎行雄を全国に発信する会、相模原市立博物館研究報告（27）：40〜45，Mar．31．2019

## 栄典
- 1940年（昭和15年）8月15日 - 紀元二千六百年祝典記念章[7]

## 系譜
| 光子女王 | 父: 博義王 | 祖父: 博恭王（伏見宮） | 曾祖父: 貞愛親王（伏見宮） |
| 光子女王 | 父: 博義王 | 祖父: 博恭王（伏見宮） | 曾祖母: 河野千代子         |
| 光子女王 | 父: 博義王 | 祖母: 経子             | 曾祖父: 徳川慶喜           |
| 光子女王 | 父: 博義王 | 祖母: 経子             | 曾祖母: 新村信             |
| 光子女王 | 母: 朝子   | 祖父: 一条実輝         | 曾祖父: 四条隆謌           |
| 光子女王 | 母: 朝子   | 祖父: 一条実輝         | 曾祖母: 四条春子           |
| 光子女王 | 母: 朝子   | 祖母: 一条悦子         | 曾祖父: 細川護久           |
| 光子女王 | 母: 朝子   | 祖母: 一条悦子         | 曾祖母: 宏姫               |